# Lasius distinguendus
Lasius distinguendus es una especie de hormiga del género Lasius, tribu Lasiini, familia Formicidae. Fue descrita científicamente por Emery en 1916.

## Distribución
Se distribuye por Armenia, Georgia, Mongolia, Corea del Norte, Turquía, Andorra, Austria, Bielorrusia, Bélgica, Bulgaria, Croacia, República Checa, Francia, Grecia, Hungría, Italia, Macedonia, Moldavia, Montenegro, Polonia, Rumania, Rusia, Eslovaquia, Eslovenia, España y Suiza.

## Hábitat
Habita sobre el suelo y la madera en descomposición.